# Cornellà de Llobregat
Cornellà de Llobregat (hiszp. Cornellá de Llobregat) − miasto w północno-wschodniej Hiszpanii, w Katalonii, w zespole miejskim Barcelony. Około 85 tys. mieszkańców.